# モナ・ハトゥム
モナ・ハトゥム (英語：Mona Hatoum、アラビア語: منى حاطوم) はロンドン在住のパレスチナ人のマルチメディアとインスタレーションのアーティスト。

## 経歴
モナ・ハトゥムは、パレスチナ人の両親の元、レバノンのベイルートで1952年に生まれた 。 モナ・ハトゥムはレバノン生まれだが、レバノン身分証（Lebanese identity card）を得る資格がなく、レバノン人だと認識されてはいない。彼女の両親は、彼女が成長するにつれ、彼女の芸術を追求したいという希望を支えることをしなくなった。しかしながら、彼女は幼少期から表現を続け、詩作や科学の授業でそれを示した。
モナ・ハトゥムは、レバノンにあるレバノン・アメリカン大学(LAU) で2年間グラフィックデザインを専攻した後、広告代理店で働き始めた。彼女は、広告の仕事を不快に感じていた。そうした中の1975年にロンドン滞在中、レバノン内戦が勃発し、彼女は亡命を余儀なくされた。
モナ・ハトゥムは、ロンドンに留まっている1975年から1981年の間、バイアン・ショー・スクール・オブ・アート（現、セントラル・セント・マーティンズ）とスレード美術学校教育を受けた。この年から「彼女は、人々の苦難に関連した政治的構想や世界的な不均等そして部外者の存在をダイナミックなアートの実践として幅広く知見し、そして発展をさせた」。

## 作品とテーマ
モナ・ハトゥムは、多様で異なる主題の題材を、異なる理論体系を通して探求した。彼女の作品は、政治的解釈をジェンダーや差異で論評することを主観の描写とすることで、ドメスティックな世界の危機と限界の探求としての理解ができる。彼女の彫刻とインスタレーションの仕事は、環境に観客が取り囲まれることによって効果が完成するため、彼女の作品はまた空間のコンセプトを通じても解釈ができる。そこには彼女の作品の多様な解釈が存在している。モナ・ハトゥムは身体的な反応を引き起こさせるために、異なる観客から、確実に唯一で私的な心理的で感情的な反応を引き起だす。

### 初期の作品
モナ・ハトゥムの初期の作品は、主として直接的に身体を、観客と政治的観点で対立させるパフォーマンス作品から構成されている。彼女はこの技法を、直接的な声明の手法として彼女自身の身体を使っている。そのパフォーマンスは、しばしば彼女のパレスチナ人としての経歴と政治的な立ち位置が引き合いに出される。彼女の作品は、制度的な階層に内在する暴力性に関係した、個人の脆弱性に呼びかける。彼女の最初の参照点は、人体であり、時により彼女自身の身体を使用する。

### 作品：Measures of Distance（距離の計測）
モナ・ハトゥムの初期のテーマである家族、置換、女性の性によって「Measures of Distance（距離の計測）」は1988年に制作された。この映像作品の長さは15分あり、モナ・ハトゥムの母がシャワーを浴びているカラー写真で親密に構成されている。モナ・ハトゥムはベイルートで内戦を生きる母親の写真に、ロンドンに住むモナ・ハトゥム充ての手紙を重ねている。手書きのアラビア文字の手紙は、映像に物語とテーマを与え、交戦時に手紙を送ることの難しさを伝えている。モナ・ハトゥムはその手紙を、アラビア語と英語で大きな声で読み上げる。この映像は、1981年に彼女が両親とベイルートで果たした短い再開に起因している。最初は母ー娘の関係に関してで、彼女の母は手紙の中でモナ・ハトゥムの父にも言及するため、それによって、父ー娘の関係や夫ー妻の関係も同様にこの映像作品で考察できる。

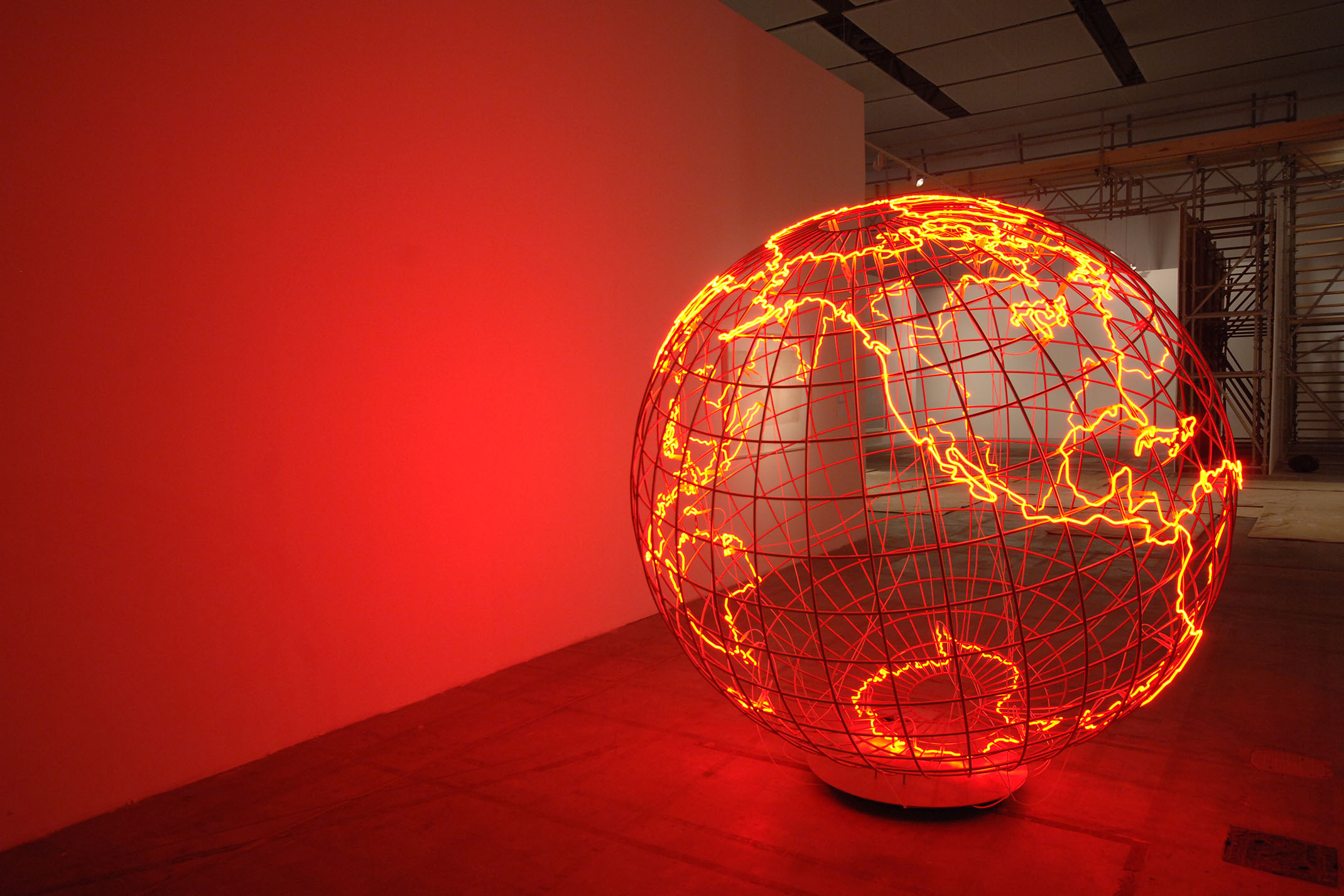
SB8 Hot Spot Mona Hatoum 1

この映像の要素（手紙、母の彼女と会いたいという願い、母の戦争に対する言及）は、パレスチナとレバノンの戦争が、モナ・ハトゥムと家族の関係とアイデンティティに置き換えられたと考察できる。この映像はドキュメンタリーでもなく、ジャーナリスティックな意味付けもない。このビデオはステレオタイプを批判し、母と娘の距離以外はおおむねポジティブな手紙のナレーションから楽観的であり続ける。モナ・ハトゥムは、彼女と母がベイルートでの再開し、そして彼女がシャワーの写真を撮影したいと訪ねた時の再構成を試みる。イスラエルとパレスチナの抗争（パレスチナ問題）やレバノン内戦に直接言及する代わりに、モナ・ハトゥムは彼女の家族関係と彼女のアイデンティティに交戦はどのように影響を与えているかを描き出す。モナ・ハトゥムは、英語とアラビア語のナレーションによって、西洋圏の観客を突き放しまた同時に引きつけている。
このパレスチナ人女性の肖像は、アラブ人女性に対するステレオタイプさを覆しながら、モナ・ハトゥムの母に声を与えた。テート・モダンは、この肖像について以下のように記述している「娘の芸術制作のプロジェクトを通じ、母は、植民地の家父長制の関わりかから独立したアイデンティティの結びつきを固められ、自由な自己を表現できる」。「Measures of Distance（距離の計測）」は、モナ・ハトゥムの背景を直接語る数少ない作品の一つである。モナ・ハトゥムは、他の作品では、より抽象的で決まった解答のないままにしたものを好む。彼女の他の多くの作品ほど抽象的ではないが、この映像作品の正式な要素をどのように理解するのかという作業が観客には依然としてある。物語がここにあるように、それらはモナ・ハトゥムからは簡単に与えられない。「この映像は”地理的な距離と感情的な近さの逆説的な状態”を映し出しています」。

「Measures of Distance（距離の計測）」は、ロンドン映画祭、アメリカン・フィルム・インスティチュート、モントリオール・ウーマンズ・フィルム・アンド・ビデオフェスティバルで上映されている。

### 後期の作品
1980年後半、モナ・ハトゥムは直接すぎる政治的なパフォーマンスを断念し、その代わり、彼女の注意はインスタレーションと物体に向き、彼女のスレード美術学校の学生時代の初期のアイディアのいくつかを取り上げるようになる。その時から、彼女はどちらかといえば、アーティストがパフォーマンスとして指し示して気づかせることなく、観客が美的経験に巻き込まれる相互作用を信頼するようになる。
1990年から、彼女の作品は疑義を投げかけるステイトメント制作に変化していった。パフォーマンスは彫刻とインスタレーションに置き換えられ、精神と身体のレベルの相互作用と同じくらい多くが、観客として要求される。彼女の実践は、ボストン現代美術館やハンブルク美術館で、特定の場所や実例に方向を変えた。
モナ・ハトゥムの、パフォーマンスから物理的なオブジェクトへ変化した例として注目すべき作品は、女性の髪から作られたスカーフ「Keffieh」 (1993–1999)で、女性らしさと信仰のアイディアを並列させている。

### 身体
多くのモナ・ハトゥムの初期作品はー政治的、フェミニスト、言語的ー関連のネットワークの軌跡として、身体を探し当てる。そのため、高度に直感的な反応を引き起こす。作品の一つとして、1994年のビデオ・インスタレーション「Corps etranger（異物）」があり、それは内視鏡で彼女の身体を探るカラーのビデオ映像である。

### 政治
不気味なビジュアルをモチーフとした政治的な仮説は、心的なレベルが包括的な意味を必要とする権力や政治、またはそれぞれの関心ごとの妨害を成し遂げるのと同等に、モナ・ハトゥムの作品の対話に関連している。彼女の作品から隠喩を手に入れることは、いつでも主要な政治的な出来事や一般化された文化的意識を引き寄せたり引用をするのではないが、しかしその代わりに、個々人の尺度でのみ位置付けられるような、一見したところでは及び難い脅威に対して、訴求している。
モナ・ハトゥムは彼女の仕事を、他の政治運動、特に黒人闘争に束ねた。イギリスの美術評論家、美術史家、ゴールドスミス・カレッジの教授のマイク・アーカーによる1977年に行われたインタビューで、モナ・ハトゥムはこう答えている。「当初は、黒人闘争を完全に政治的な闘争だと考えることが重要でした。そこには人間を差別する、ありふれた政治勢力や態度がありました。総合的なコンセプト”sisterhood（姉妹のつながり・きょうだい愛）”でフェミニズムが始まったのと同じような方法で、言ってみれば、私たちは多くのフェミニズムに行き着きました。一度基本的な論点が確立されると、黒人闘争は多様化していきました。それから、ここでの黒さはあなたの肌の色のことではなく、政治的な姿勢のことです」。

## アワード
- 2008 - ショック賞、ビジュアルアーツ部門[39]
- 2011 - ジョアン・ミロ賞、ミロ美術館[40]
- 2017 – 第10回ヒロシマ賞、広島市現代美術館[41]
- 2018 – ホワイトチャペル・ギャラリー、アート・アイコン賞[42]
- 2019 – 高松宮殿下記念世界文化賞、彫刻部門[43]